# ريما كرامي
ريما كرامي (ولدت 1967م) وزيرة التربية والتعليم العالي في الحكومة اللبنانية برئاسة نواف سلام، وهي باحثة وأستاذة جامعية، ومستشارة تربوية، متخصِّصة في الإدارة التربوية والسياسات والقيادة.

## ولادتها وتحصيلها
ولدت ريما كرامي في مدينة طرابلس اللبنانية، بتاريخ 6 مايو 1967م. التحقت بالجامعة الأمريكية في بيروت عام 1984، واختارت الكيمياء مجالًا دراسيًّا لها. حصلت على (بكالوريوس) في العلوم ودبلوم لتدريس العلوم للمراحل الثانوية، ثم على (ماجستير) الآداب في تعليم العلوم من الجامعة الأميركية، وعلى (دكتوراه) في التربية من جامعة بورتلاند في ولاية أوريغون، مع تخصُّص في الإدارة والإشراف التربوي للمراحل K-12، ومع الاهتمام التخصصي بإدارة المدرسة، والتغيير التنظيمي، والسياسة التعليمية.

## عملها ووظائفها
- رئيسة دائرة التربية في الجامعة الأميركيّة في بيروت.
- رئيسة اللجنة التنفيذيّة لشمعة (شبكة المعلومات التربويّة العربيّة).
- عضو في الهيئة اللبنانيّة للعلوم التربويّة.
- مستشارة سابقة لمشروع دراستي ومشروع الإدارة التربويّة في وزارة التربية اللبنانيّة.
- مديرة ومحقّق رئيس في مشروع تمام، وهو مشروع بحثيّ تطويريّ مشترك أُطلق من خلال مذكّرة تفاهم بين مؤسّسة الفكر العربيّ والجامعة الأميركيّة في بيروت، للبدء بالإصلاح المدرسيّ والبحث عن كيفيّة بناء القدرات القياديّة من أجل التحسين المستدام في المدرسة.
- قامت بتصميم وتنفيذ العديد من أنشطة التطوير المهنيّ لمديري المدارس والمشرفين، سواء بشكل مستقل أو كجزء من مبادرات الإصلاح واسعة النطاق - رئيسة دائرة التربية في الجامعة الأميركيّة في بيروت.
- رئيسة اللجنة التنفيذيّة لشمعة (شبكة المعلومات التربويّة العربيّة).
- مستشارة سابقة لمشروع دراستي ومشروع الإدارة التربويّة في وزارة التربية اللبنانيّة.
- مديرة مشروع "تمام"، وهو مبادرة إقليمية تهدف إلى تحسين جودة التعليم المدرسي عبر تعزيز مهارات القيادة التعليمية. يمتد المشروع عبر 67 مدرسة في 8 دول عربية، بدعم من مؤسسات مثل: مؤسسة الفكر العربي، وجمعية التعاون، ومنظمة الميمونة. حصل المشروع على جائزة اليونسكو- حمدان لتطوير المعلمين (2021- 2022)، لدوره الرائد في دعم القيادة التعليمية وتنمية مهارات المعلمين.

- في 8 فبراير(شباط) 2025، عُيِّنت وزيرة للتربية والتعليم العالي في لبنان.[7][8][9][10][11]

## روابط خارجية
موقع مجلس الوزراء اللبناني